# David Munson
David Curtiss Munson (* 19. Mai 1884 in Medina, New York; † 17. September 1953 in Antwerpen) war ein US-amerikanischer Leichtathlet.
Bei den Olympischen Spielen 1904 in St. Louis gewann der für den New York Athletic Club antretende Munson die Goldmedaille im Mannschaftslauf über vier Meilen. Am selben Tag wurde er Vierter im 1500-Meter-Lauf. Außerdem nahm er am Hindernislauf teil, doch ist sein Ergebnis nicht bekannt. 1904 und 1905 siegte er bei den amerikanischen College-Meisterschaften im Meilenrennen. 1905 erzielte er im Madison Square Garden einen Weltrekord über 1,5 Meilen.
Munson studierte an der Cornell University und an der New York Law School. Nach seiner Graduierung 1909 arbeitete er als Rechtsanwalt in New York, Rochester und Chicago.